# ESV Lok Meiningen (Fußball)
Der ESV Lok Meiningen (Fußball) ist ein Frauen- und Mädchenfußball-Verein in der Stadt Meiningen in Thüringen. Das Frauenteam spielt in der Frauen Thüringenliga.

## Geschichte
Der Frauen- und Mädchenfußball-Verein wurde im Oktober 2005 als Sektion des ESV Lok Meiningen gegründet. In den ersten Jahren bestanden ausschließlich Mädchenmannschaften verschiedener Altersklassen. Die Frauenmannschaft wurde 2010 gebildet und errang bereits 2012 erstmals den Kreismeistertitel. Ab der Saison 2013/14 spielten sie in der Frauen-Landesklasse West. 2015 stiegen die Frauen in die höchste Liga des Landes, der viertklassigen Thüringenliga bzw. Verbandsliga Thüringen auf, wo sie 2021/22 zum ersten Mal den Landesmeistertitel errangen sowie am DFB-Pokal teilnahmen. Sehr erfolgreich waren bisher auch die Teams der Juniorinnen.
Die Frauenmannschaft (Trainer: Michael Hopf), die B-Juniorinnen, die C-Juniorinnen und die D-Juniorinnen spielen zurzeit in der jeweiligen Verbandsliga, der höchsten Spielklasse in Thüringen. Des Weiteren existieren Teams der E- und F-Juniorinnen. Die Heimspielstätte ist das Stadion Maßfelder Weg in der Südstadt von Meiningen. Dort wird von den vier Fußballfeldern überwiegend der Kunstrasenplatz genutzt. 2024 hatte der Verein 95 Mitglieder.

## Spielbetrieb und Erfolge

### Frauen
- 2012 und 2013 Kreismeister.
- 2015 Aufstieg in die Thüringenliga (4. Liga) und seitdem dort vertreten.
- Im Spieljahr 2021/22 nahm sie am DFB-Pokal teil.[3]
- 2021/22 wurde das Frauenteam als Sieger der „Staffel West“ durch ein 2:0 im Meisterschaftsendspiel gegen den Sieger der „Staffel Ost“ FC Carl-Zeiss Jena III zum ersten Mal Thüringer Landesmeister.
- In den Saisons 2022/23, 2023/24 und 2024/25 konnten sie den Meistertitel verteidigen. Man verzichtete jeweils auf den Aufstieg in die Regionalliga.

### Mädchen
- Die D-Juniorinnen wurden 2010/11 Thüringer Landesmeister.
- Die E-Juniorinnen wurden 2010/11 und 2012/13 Thüringer Landesmeister sowie 2011/12 Thüringer Futsalmeister.
- Die B-Juniorinnen U17 nehmen 2025/26 am DFB-Pokal der Juniorinnen teil.[4]

### Saisonbilanzen
Ergebnisse und Erfolge der Frauenmannschaft, B-Juniorinnen, C-Juniorinnen und D-Juniorinnen ab der Spielzeit 2016/17 (2020/21 kein Spielbetrieb):
| Spieljahr | Frauen                                      | B-Juniorinnen                                                         | C-Juniorinnen                                                         | D-Juniorinnen                         |
| --------- | ------------------------------------------- | --------------------------------------------------------------------- | --------------------------------------------------------------------- | ------------------------------------- |
| 2016/17   | 9. Platz Verbandsliga                       |                                                                       | 3. Platz Futsal im NOFV Thüringer Futsalmeister Thüringer Pokalsieger | Thüringer Futsalmeister               |
| 2017/18   | 6. Platz Verbandsliga                       | Landesmeister Thüringer Pokalsieger                                   | Landesmeister                                                         | Landesmeister                         |
| 2018/19   | 4. Platz Verbandsliga                       | Vizemeister Futsal NOFV Thüringer Futsalmeister Thüringer Pokalsieger | Thüringer Pokalsieger                                                 |                                       |
| 2019/20   | Thüringer Vizemeister                       |                                                                       |                                                                       | Landesmeister Thüringer Futsalmeister |
| 2021/22   | Thüringer Landesmeister DFB-Pokal Teilnahme | Landesmeister Thüringer Pokalsieger                                   | Landesmeister                                                         | Landesmeister Thüringer Pokalsieger   |
| 2022/23   | Thüringer Landesmeister                     | 1. Platz Bezirksoberliga 1 – Unterfranken/Bayern –                    | Landesmeister Thüringer Pokalsieger                                   | Landesmeister Thüringer Pokalsieger   |
| 2023/24   | Thüringer Landesmeister                     | Landesmeister Thüringer Pokalsieger                                   | Thüringer Pokalsieger                                                 | Landesmeister Thüringer Pokalsieger   |
| 2024/25   | Thüringer Landesmeister                     | Landesmeister Thüringer Pokalsieger                                   | Landesmeister Thüringer Pokalsieger                                   | Landesmeister Thüringer Pokalsieger   |
| 2025/26   |                                             | DFB-Pokal 2025/26                                                     |                                                                       |                                       |

Ergebnisse auf der Vereinsseite ESV Lok Meiningen bei Fussball.de.